# Сладко (песен)
Сладко е пети сингъл на руската поп-група Серебро.

## Обща информация
Песента се отличава с английското си име „Like Mary Warner“, което може да се тълкува като „марихуана“. Руското заглавие на английската версия е „Как марихуана“ (Like marijuana). Руската версия „Сладко“, оглавява руската видеокласация, превръщайки се в четвърти сингъл номер едно в Русия. И двете версии на песента са композирани от Максим Фадеев, като руската версия е написана от солистката Олга Серябкина. Това е единственият сингъл на Серебро, който не е издаден като CD сингъл.

## Песни
Дигитално сваляне
(Издадени на официалния сайт)
1. „Сладко (поп версия)“ – 03:56
2. „Сладко (ремикс на Андрей Харченко)“ – 04:00
3. „Like Mary Warner“ – 03:56

## Позиции в класациите
| Класация             | Най-добра позиция |
| -------------------- | ----------------- |
| Русия (TopHit)       | 1                 |
| Видеокласация Москва | 1                 |
| Латвия               | 5                 |